# Embalse de Lagdo
El embalse de Lagdo se encuentra en el río Benué, en la Región del Norte, en Camerún, a 50 km al sur de la ciudad de Garua. La presa fue construida entre 1977 y 1982 con el objetivo de producir energía hidroeléctrica para abastecer el norte de Camerún, para la irrigación de 15.000 hectáreas de mijo, arroz, maíz y algodón en torno a Garua, para favorecer la pesca en el lago y para regular la navegación, manteniendo un caudal constante aguas abajo de esta población, tras la unión del Benué con el río Faro.

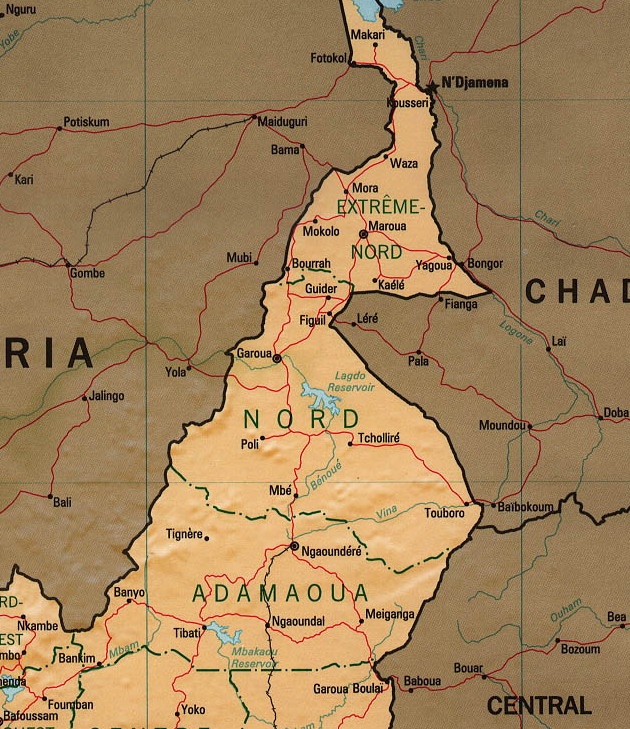
Localización del embalse de Ladgo en el norte de Camerún

El pantano fue inaugurado el 20 de noviembre de 1986 por el presidente Paul Biya. En 2012, la empresa china que realizó la construcción pactó con el gobierno su renovación.
De los cuatro embalses que hay en Camerún que superan los 300 km², Lagdo es el más importante, con sus 600 km²; los otros son el embalse de Mbakaou y el embalse de Bamendjing, en la cuenca del río Sanaga, y el embalse de Maga, en la cuenca del lago Chad. 
En 1991, la FAO calculó que se podían obtener entre 1500 y 3000 toneladas anuales de pescado en el lago, pero muy pronto se superaron las 10.000 toneladas. El género más abundante es Sarotherodon. El lago también está poblado por cocodrilos e hipopótamos.  
La construcción de la presa atrajo a un gran número de habitantes en torno al embalse, haciendo que la superficie cultivada pasará de 13.000 hectáreas en 1980 a 65.700 hectáreas en 1991.

## La presa
La presa, de 308 m de longitud y 40 metros de altura, fue construida por la empresa China International Water & Electric Corp. con una combinación de ingenieros chinos y trabajadores cameruneses. La gestión de la presa actualmente depende de AES SONEL.

## Las inundaciones
La región del Norte de Camerún es proclive a las grandes lluvias estacionales, especialmente en la meseta de Adamawa, lo que hace que el embalse rebose en ocasiones. La estación húmeda en la cuenca del Benué va de mayo a octubre, con una precipitación media anual de 600 a 1400 mm. El lecho del río es una llanura arenosa de 5 a 10 km de anchura fácilmente inundable, llena de meandros muertos, rodeada de un llano poblado de pequeñas colinas, con una vegetación natural de sabana arbustiva, y una degradada de estepa poblada de espinos.
En 2012, la inundación alcanzó los estados de Adamawa y Taraba, en Nigeria, provocando decenas de muertos y cuantiosos daños. En Camerún, en la región de Garua, 10.000 viviendas estuvieron sumergidas durante 15 días bajo las aguas desde el 13 de septiembre, y 10.000 hectáreas de campos cultivados fueron invadidos por las aguas infestadas de cocodrilos. No era la primera vez que se producía una inundación, y en 2015 la situación volvía a ser de riesgo.

## Modificaciones en el entorno
Como en todos los grandes embalses construidos en África, las consecuencias principales son la supresión de cultivos que quedan bajo las aguas, la disminución de las zonas inundadas durante las crecidas aguas abajo, reduciendo las zonas cultivables, la desaparición de los humedales formados en las cubetas inundables, la disminución en el contenido de sedimentos de las aguas y, en este caso, la desaparición de numerosas balsas temporales donde se cultiva sorgo sobre los barrizales, el muskuari.